# Hopkins Township (Illinois)
Die Hopkins Township ist eine von 22 Townships im Whiteside County im Nordwesten des US-amerikanischen Bundesstaates Illinois. Im Jahr 2010 hatte die Hopkins Township 2156 Einwohner.

## Geografie
Die Hopkins Township liegt im Nordwesten von Illinois am nördlichen Ufer des Rock River. Der Mississippi, der die Grenze zu Iowa bildet, liegt rund 30 km westlich; die Grenze zu Wisconsin befindet sich rund 80 km nördlich.
Die Hopkins Township liegt auf 41° 48′ N, 89° 49′ W und erstreckt sich über 93,2 km², die sich auf 92,2 km² Land- und 1,0 km² Wasserfläche verteilen.
Die Hopkins Township liegt im östlichen Zentrum des Whiteside County und grenzt im Norden an die Genesee Township, im Nordosten an die Jordan Township, im Osten an die Sterling Township, im Südosten an die Coloma Township, im Süden an die Hume Township, im Südwesten an die Lyndon Township, im Westen an die Mount Pleasant Township sowie im Nordwesten an die Clyde Township.

## Verkehr
Die Interstate 88, die die Quad Cities mit Chicago verbindet, führt In West-Ost-Richtung durch den Süden der Township. Wenige Kilometer nördlich davon verläuft der U.S. Highway 30. Alle weiteren Straßen sind County Roads oder weiter untergeordnete und zum Teil unbefestigte Fahrwege.
Parallel um Highway 30 verläuft eine Eisenbahnlinie der Union Pacific Railroad.
Mit dem Whiteside County Airport befindet sich ein kleiner Flugplatz rund 10 km westlich der Hopkins Township. Die nächstgelegenen größeren Flughäfen sind der rund 90 km nordöstlich gelegene Chicago Rockford International Airport und der rund 80 km südwestlich gelegene Quad City International Airport.

## Demografische Daten
Nach der Volkszählung im Jahr 2010 lebten in der Hopkins Township 2156 Menschen in 854 Haushalten. Die Bevölkerungsdichte betrug 23,4 Einwohner pro Quadratkilometer. In den 854 Haushalten lebten statistisch je 2,52 Personen.
Ethnisch betrachtet setzte sich die Bevölkerung zusammen aus 96,2 Prozent Weißen, 0,4 Prozent Afroamerikanern, 0,3 Prozent amerikanischen Ureinwohnern, 0,1 Prozent Asiaten sowie 1,9 Prozent aus anderen ethnischen Gruppen; 1,2 Prozent stammten von zwei oder mehr Ethnien ab. Unabhängig von der ethnischen Zugehörigkeit waren 8,3 Prozent der Bevölkerung spanischer oder lateinamerikanischer Abstammung.
21,2 Prozent der Bevölkerung waren unter 18 Jahre alt, 60,8 Prozent waren zwischen 18 und 64 und 18,0 Prozent waren 65 Jahre oder älter. 49,5 Prozent der Bevölkerung war weiblich.
Das mittlere jährliche Einkommen eines Haushalts lag bei 57.644 USD. Das Pro-Kopf-Einkommen betrug 27.691 USD. 2,7 Prozent der Einwohner lebten unterhalb der Armutsgrenze.

## Orte
Neben Streubesiedlung existieren in der Hopkins Township folgende Siedlungen:
City
- Sterling1

Unincorporated Communities
| - Agnew - Como - Emerson | - Galt - Grimes Addition |

1 – überwiegend in der Sterling Township